# عمر صلاح (لاعب كرة قدم أردني)
عمر صلاح محمد العصاد (مواليد 18 أبريل 2003) هو لاعب كرة قدم أردني يلعب لصالح نادي الوكرة القطري في مركز الوسط.